# MiFID-direktivet
MiFID-direktivet är ett fullharmoniseringsdirektiv från EU vars syfte är att stärka skyddet för investerare samt att öka konkurrensen i handeln med finansiella instrument på värdepappersmarknaderna. Genom tidigare direktiv är den uttryckliga planen från EU:s sida att det skall räcka med ett tillstånd i ett EU-land för att få bedriva verksamhet i alla EU-länder. MIFID-direktivet infördes i Sverige 1 november 2007 genom
- Lagen om Värdepappersmarknaden (2007:528) samt
- EG-kommissionens särskilda förordning 1287/2006/EG
- Finansinspektionens föreskrifter om värdepappersrörelse FFFS 2007:16, respektive om marknadsplatser FFFS 2007:17.

## Typer av marknadsplatser
Under MiFiD finns två typer av marknadsplatser: reglerade marknader och MTF, multilateral trading facilities. Regelverket för MTF:er är mindre strängt än det för reglerade marknader. Efter införandet av MiFiD-direktivet har däremot begreppet börs inte längre någon formell betydelse.
Vid införandet av MiFID 1 november 2007 blev Nasdaq OMX Nordic Stockholm och Nordic Growth Market (NGM) reglerade marknader, och Aktietorget, First North och NGM:s Nordic MTF blev MTF:er.

## Externa sidor
- https://web.archive.org/web/20190202004730/http://www.cesr-eu.org/ För uttolkning av reglerna har CESR lämnat rekommendationer och vägledning på